# Oxyopes artemis
Oxyopes artemis là một loài nhện trong họ Oxyopidae.
Loài này thuộc chi Oxyopes. Oxyopes artemis được George Stewardson Brady miêu tả năm 1969.